# Kathleen Woodiwiss
Œuvres principales
Quand l'ouragan s'apaise, Shanna
Kathleen Woodiwiss (née Kathleen Erin Hogg le 3 juin 1939, à Alexandria, Louisiane, États-Unis et morte le 6 juillet 2007 à Princeton, Minnesota, États-Unis) est une romancière américaine.
Elle est considérée aujourd'hui comme une des pionnières de la romance moderne. Auteur de treize best-sellers, elle a vendu trente-six millions d'exemplaires de son œuvre à travers le monde.

## Biographie
Après des études d'histoire, Kathleen Woodiwiss se lance dans le roman d'amour avec son premier livre « The flame and the flower » (Quand l'ouragan s'apaise) qui connaîtra un grand succès en 1972. Elle est considérée comme l'une des créatrices du roman d'amour moderne. Contrairement aux livres de Barbara Cartland ou Delly au ton plus chaste, les scènes d'amour sont plus explicites. En général, les romans contiennent un mélange d'aventures à multiples rebondissements, agrémenté de minutieuses descriptions. Le héros est très viril, et l'héroïne, d'abord réticente au héros, succombe à son désir physique.
La violence et l'érotisme sont des éléments importants de l'histoire, à travers des scènes de viols et de bagarres. Aujourd'hui, ce style est parfois jugé démodé aux États-Unis. 
Tous ses romans se sont classés dans la liste des best-sellers du New York Times.

## Récompenses
Elle reçoit en 1988 un prix récompensant l'ensemble de sa carrière par l'association Romance Writers of America.

## Œuvre

### Birmingham
1. Quand l'ouragan s'apaise, J'ai lu ((en) The Flame and the Flower, 1972)
2. (en) The Kiss dans "Three Weddings and the Kiss", 1995Inédit en France
3. (en) Beyond the Kiss dans "Married at Midnight", 1996Inédit en France
4. Les Flammes de la passion, J'ai lu ((en) A Season beyond a Kiss, 2000)
5. La Rose de Charleston, J'ai lu ((en) The Elusive Flame, 1998)

### Autres
- Le Loup et la Colombe, J'ai lu ((en) The Wolf and the Dove, 1974)
- Shanna, J'ai lu ((en) Shanna, 1977)
- Cendres dans le vent, J'ai lu ((en) Ashes in the Wind, 1978)
- Une rose en hiver, J'ai lu ((en) A Rose in Winter, 1982)
- L'Inconnue du Mississippi, J'ai lu ((en) Come Love a Stranger, 1984)
- Qui es-tu, belle captive?, J'ai lu ((en) So Worthy my Love, 1989)
- À la cour du tsar, J'ai lu ((en) For Ever in your Embrace, 1992)
- La Rivière de la passion, J'ai lu ((en) Petals on the River, 1997)
- Un mariage de convenance, J'ai lu ((en) The Reluctant Suitor, 2003)
- Auprès de toi, pour toujours, J'ai lu ((en) Everlasting, 2007)